# Dávid István (dalszerző)
Dávid István (Kézdivásárhely, 1884. december 23. – Budapest, 1954. június 2.) jogász, nótaszerző, zeneíró. Dávid Antal apja.

## Életpályája
Az erdélyi örmény Dávid család leszármazottja. 
Mint ügyvéd szülővárosában népművelő, a helyi Székely Újság és a Magyar Dal számos zenei cikkét közölte. A jogi doktorátus megszerzése után, 1909-ben saját döntésével beiratkozott a budapesti Zeneakadémiára, Kodály Zoltánhoz, karmester- és zeneszerző szakra, majd az első év végén jött az apai letiltás, miszerint haza kell térnie, hogy jogászként működjön. Dalai budapesti kiadónál jelentek meg (1913), ahol Csukaszürke sapka című, egyik legismertebb dalát (Szabó Jenő szövegével) is kiadták (Budapest, 1914). Az első világháború után újra nótaszerzőként jelentkezett Újabb dalok (Szabó Jenő szövegére, Kézdivásárhely 1923) c. kiadványával. Székely guzsalyos (Gaál Alajossal, 1935) és Szerelmes óbester (1937) c. daljátékait a kolozsvári Magyar Színház mutatta be. Ady Endre több versére írt zenét (Magyar fa sorsa, Akik mindig elkésnek, Új arató ének, Három őszi könnycsepp, Álmom az Isten). Számos, kissé valóban magyarnóta-ízű szerzeménye Gaál Alajos, Szabó Jenő, Széfeddin Sefket Bey (a később, egyiptomi filmrendező), valamint saját és mások szövegeire íródtak.